# Thomisus projectus
Thomisus projectus är en spindelart som beskrevs av Benoy Krishna Tikader 1960. Thomisus projectus ingår i släktet Thomisus och familjen krabbspindlar. Inga underarter finns listade i Catalogue of Life.